# 徐复观
徐復觀（1904年1月31日—1982年4月1日），原名秉常，字佛觀，後由熊十力更名為復觀，男，湖北浠水縣徐琂坳凤形塆人，新儒學的代表人物之一。

## 生平
徐復觀生於一個偏僻山村的貧苦農家，父親做私塾老師，但還需要做工來補貼家用。
徐家共有子女5人，徐復觀排行第四，上有兩個姐姐和一個哥哥，下有一個弟弟。8歲跟隨父親讀書。1915年，考入浠水縣高等小學，到縣城讀書。
1918年徐复观考入湖北省立第一師範学校，在此奠定其国学基础。1923年畢業，返回家鄉的第五模范小學教書，後以第一名的成績考入湖北国学馆。1926年，北伐軍攻入武昌，徐复观因國學館關閉而失學。1927年在湖北省立第七小學做校長。1928年，徐复观東渡日本，相继就學於明治大學經濟系、陸軍士官學校步兵科，求學期間組織“群不讀書會”研究馬克思主義。1931年，918事变後，徐复观與同學抗議日本侵華被驅逐出境，結束了留學生涯，回國後經友人介紹到桂系的部隊任職。:176。中國抗日戰爭期間，徐复观一直持續著軍旅生活。
1933年秋，徐复观離開桂系到國民政府參謀本部參謀總長辦公室、軍事委員會委員長侍從室及中國國民黨中央黨部當黃紹竑的幕僚。1935年，徐复观隨黄绍竑前往浙江主持防務，同年和王世高成婚。1937年10月，徐复观隨軍參加娘子關戰役，之後離開了黄绍竑，任八十二師的團長。1938年春，徐复观到武昌珞珈山武漢大學校舍參與軍官集訓。徐復觀受蔣中正賞識，1942年以国军少将军衔、军令部联络参谋的名义驻延安，历时半年，與毛澤東、劉少奇等人晤談。他曾寫道「與毛（澤東），長談過五次以上，並曾誠懇地向他請教過。」:157。徐复观於1943年秋由延安回到重慶，做了《中共最近動態》向蔣報告：「中共有能力奪取全面政權，假定國民黨這樣下去的話」:157。同年徐复观到重慶北碚的勉仁書院拜訪熊十力，兩人結下師徒情誼。1947年，徐复观和商务印书馆合作辦《學原》雜誌。1949年3月，徐复观應下野的蔣介石之召到溪口陪同蔣度過了最後的大陸時光。1949年5月，徐复观於香港創辦著名自由主義刊物《民主評論》，並擔任該刊主編，被視為「以傳統主義論道，以自由主義論政」之人物。
來到臺灣後，徐复观棄武從文，精研儒學，發表不少學術論文。1952年因臺灣省立農學院擴大辦學網羅學者任教，徐复观受農學院院長林一民之聘到該校任教。1955年東海大學在台中建校，曾約農邀請徐复观到東海任中文系教授兼系主任。。他也曾投稿參與雷震的自由中國半月刊，積極支持反極權鬥爭。
1960年代，錢穆與唐君毅於香港籌辦香港中文大學新亞書院，徐復觀亦曾在中大講學研究。1968年，與東海大學同事梁容若發生筆戰，徐復觀批評梁容若在抗戰期間被日本吸收，是漢奸。因此論戰，徐復觀在1969年被迫自東海大學退休，離開台灣。同年秋，受唐君毅邀請去香港到新亞書院任教，以寫政论雜文闻名。1973年協助創辦新亞中學。1976年5、6月間，香港左派人士才駡他是「文特」「蒼蠅」。:自序3於臺灣期間徐復觀因罵李敖「小瘋狗」被李敖一狀告上法院，但獲判無罪。1980年，徐到台灣參加國際漢學會議，在台大醫院體檢時發現胃癌，進行了手術。1982年4月1日，病逝於台大醫院。生前曾口述遺囑：「余自四十五歲以後，乃漸悟孔孟思想為中華文化命脈所寄，今以未能赴曲阜親謁孔陵為大恨也。……」。

## 著作
著作有《中國人性論史》、《中國藝術精神》、《兩漢思想史》、《中國思想史論集》、《中國文學精神》、《政治與學術之間》、《公孫龍講疏》等。
九州出版社整理徐复观著作，于2014年全面出版。名为《徐复观全集》。
- 《學術與政治之間》(學生書局出版)
- 《中國思想史論集》
- 《中國人性論史─先秦篇》
- 《中國藝術精神》
- 《公孫龍子講述》
- 《石濤之一研究》
- 《徐復觀文錄》(四冊)
- 《徐復觀文錄選粹》(從文錄四冊中選錄)(學生書局出版)
- 《徐復觀文存》(四冊中未入選粹者)
- 《黃大癡兩山水長卷的真偽問題》
- 《中國文學論集》
- 《兩漢思想史》(三卷)
- 《儒家政治思想與民主自由人權》(八十年代出版社出版)
- 《周官成立之時代及其思想性格》
- 《徐復觀雜文集》(四冊))(時報文化出版)
- 《中國文學論集‧續篇》
- 《中國思想史論集‧續篇》
- 《中國經學史的基礎》
- 《論戰與譯述》
- 《徐復觀最後雜文集》
- 《徐復觀教授紀念文集》
- 《徐復觀教授紀念論文集》
- 《徐復觀最後日記─無慚尺布裹頭歸》
- 《徐復觀雜文補編》(六冊)

翻譯：

- 《詩的原理》(萩原朔太郎 著)
- 《中國人之思維方法》(中村元 著)

## 外部連結
- 黃俊傑：《東亞儒學視域中的徐復觀及其思想 （页面存档备份，存于）》。
- 黃俊傑：〈徐復觀對日本政治、社會與文化的評論 （页面存档备份，存于）〉。
- 黄俊杰：〈徐复观对西方近代文化的评论 （页面存档备份，存于）〉。
- 黄兆强：〈大师眼中的大师：徐复观论说唐君毅 （页面存档备份，存于）〉。
- 《徐復觀全集 （页面存档备份，存于）》。
- . docs.google.com.   [2016-11-29]. （原始内容存档于2022-05-12）.